# 캐롤라인섬

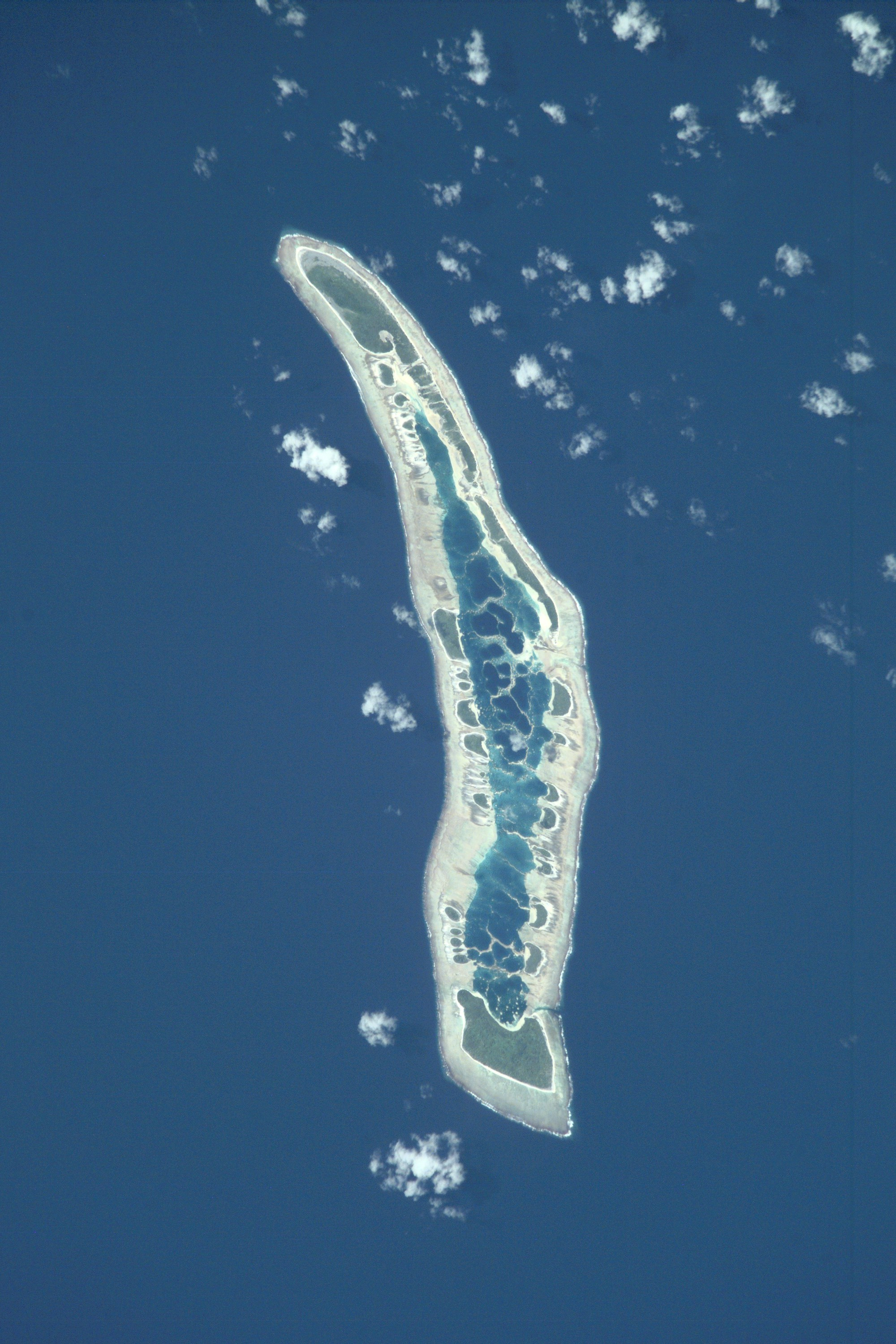
캐롤라인섬의 위성 사진

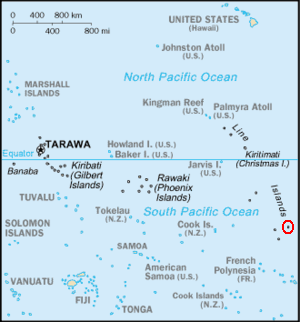
캐롤라인섬의 위치

캐롤라인섬(Caroline Island) 또는 밀레니엄섬(Millennium Island)은 키리바시의 환초로, 라인 제도와 키리바시 최동단에 위치한 무인도이다.
날짜 변경선과 가장 가깝기 때문에 세계에서 가장 먼저 하루가 시작되고 가장 먼저 새해를 맞이하는 섬이다. 1995년에 키리바시 정부가 날짜 변경선을 동쪽으로 이동하면서 키리바시령 라인 제도의 시차는 UTC+14가 되었다. 2000년 1월 1일에 세계에서 가장 먼저 새천년 일출을 맞이했다.